# ARM7
Az ARM7 az ARM processzorkialakítások egyik generációja (lásd: ARM mikroprocesszor magok listája).

## Áttekintés
| Év   | ARM7 magok   |
| ---- | ------------ |
| 1998 | ARM7TDMI(-S) |

Ebben a generációban vezették be a Thumb 16 bites utasításkészletet, amely a megelőző kialakításokkal összehasonlítva nagyobb kódsűrűséget biztosít. A legszélesebb körben használt ARM7 kialakítások az ARMv4T architektúrát implementálják, de előfordul ARMv3 és ARMv5TEJ megvalósítás is. Mindezek a processzorok Neumann-architektúrájúak, tehát abban a néhány verzióban, amely gyorsítótárat is tartalmaz, nincs különválasztva az adat- és utasítás-gyorsítótár.
Néhány ARM7 mag már elavult. Egy történelmileg jelentős modell, az ARM7DI arról nevezetes, hogy ebben volt bevezetve a JTAG-alapú lapkára integrált hibakeresési rendszer (debugging); az ezt megelőző ARM6 magok nem támogatták ezt. A jelölésben a „D” reprezentálja a JTAG TAP (Test Access Port vezérlő) jelenlétét a debug céljára, az „I” az ICEBreaker debug modul támogatást jelöli, ezzel hardveres töréspontokat és megfigyelőpontokat lehet elhelyezni és a rendszer megállítható a hibakeresés során. A későbbi magokban is megtalálható ez a támogatás, továbbfejlesztett változatban.
Az ARM7 egy sokoldalú processzorkialakítás, amelyet mobil eszközökhöz és más alacsony fogyasztású elektronika céljaira terveztek. Ez a processzor-architektúra képes akár 130 MIPS teljesítményre a tipikus 0,13 µm-es folyamattal készített fizikai processzorokban. Az ARM7TDMI processzormag az ARM architektúra v4T változatát valósítja meg. A processzor támogatja az ARM és Thumb utasításkészletek 32 bites és 16 bites (Thumb) utasításait.
Az ARM a processzor terveit különféle félvezetőgyártó cégek felé licenceli, amelyek teljes csipeket készítenek az ARM processzor architektúra alapján.

## Magok

### ARM7
Az eredeti ARM7 a korábbi ARM6 kialakítás továbbfejlesztése és ugyanazt az ARMv3 utasításkészletet használja. Az ARM710 változatot az Acorn Risc PC CPU moduljában alkalmazták, az első ARM alapú egylapkás rendszer (System on a Chip, SoC) tervekben, az ARM7100 és ARM7500-ban alkalmazták ezt a fajta magot.

### ARM7TDMI
Az ARM7TDMI (ARM7+16 bites Thumb+JTAG Debug+fast Multiplier+enhanced ICE) processzor az ARMv4 utasításkészlet tartalmazza. Számos félvezetőgyártó cég gyártja licenc alapján. 2009-ben még mindig ez az egyik legszélesebb körben használt ARM mag, és számos mélyen beágyazott rendszer terveiben található. A Texas Instruments licencelte az ARM7TDMI terveit, amelyet a Nokia 6110-ben, az első ARM-alapú GSM mobiltelefonban használtak fel. Az ARM7TDMI-S változat ennek a magnak a szintetizálható változata.

### ARM7EJ
Az ARM7EJ az ARM7 egy olyan változata, amely az ARMv5TE utasításkészletet valósítja meg, amelyet eredetileg a nagyobb teljesítményű ARM9 magban vezettek be.

## Csipek
Ez a lista egyelőre nem teljes. Segíts te is bővíteni, hogy teljes lista lehessen belőle!
- ADMtek ADM8628
- Atmel AT91SAM7, AT91CAP7, AT91M, AT91R
- NXP LPC2100, LPC2200, LPC2300, LPC2400, LH7
- STMicroelectronics STR7
- Samsung S3C46Q0X01-EE8X, S3C44B0X
- NetSilicon NS7520
- Cirrus Logic CL-PS7110

## Termékek

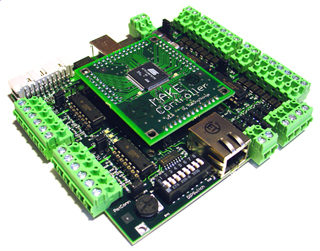
A Make Controller Kit egy Atmel AT91SAM7X256 (ARM) mikrovezérlővel

Az elektronikai berendezések legáltalánosabb elemeiben használják fel ezt a processzort, például a következőkben:
- Danger Hiptop
- A Sega Dreamcast audiovezérlője
- D-Link DSL-604+ Wireless ADSL Router[3]
- iPod az Appletől
- iriver hordozható digitális audiolejátszók (a H10 egyik csipjében ez a processzor van)
- Juice Box
- Lego Mindstorms NXT (Atmel AT91SAM7S256)
- A legtöbb Nokia mobiltelefon-vonulat
- Game Boy Advance / Game Boy Advance SP / Game Boy Micro (főprocesszor) a Nintendótól
- Nintendo DS (koprocesszor), Nintendo
- PocketStation
- Psion Series 5
- Az iRobot Roomba 500 sorozata
- Sirius Satellite Radio vevőkészülékek
- Fő CPU Stern Pinball S.A.M System játékokban
- Az épületautomatizálás terén, az American Auto-Matrix BACnet érintőképernyős kijelző[4] ARM7 TDMI magot használ
- Versenyszerű vízisí és wakeboard vontató motorcsónakok: Perfect Pass sebességvezérlő
- Sok autóban alkalmaznak beágyazott ARM7 magokat
- A Samsung microSD kártyák ARM7TDMI vezérlőt tartalmaznak 128 KiB kóddal.[5]

## Dokumentáció
Az ARM processzorokat hatalmas mennyiségű dokumentáció támogatja. A tervező és a gyártók a dokumentációt hierarchikus rendbe szervezték, amelyben a marketing céljait szolgáló bemutató diáktól kezdve a gyártók számára szolgáló igen részletes leírásokig fokozatosan egyre részletesebb információkat tartalmazó csoportokba osztják azt. Ezt a szerkezetet dokumentációs fának nevezték el.
Dokumentációs fa (fentről lefelé)
1. IC gyártó marketing diák,
2. IC gyártó adatlapok,
3. IC gyártó referenciakézikönyvek,
4. ARM mag referenciakézikönyvek,
5. ARM architektúra referenciakézikönyvek.

Az IC gyártók kiegészítő dokumentációt is biztosíthatnak, pl. próbapanelek felhasználói kézikönyvei, alkalmazási feljegyzések, bevezető információk a fejlesztőszoftverhez, szoftverkönyvtár dokumentumok, hibajegyzékek és egyebek.

## Fordítás
Ez a szócikk részben vagy egészben  az   ARM7 című angol Wikipédia-szócikk ezen változatának fordításán alapul.  Az eredeti cikk szerkesztőit annak laptörténete sorolja fel. Ez a jelzés csupán a megfogalmazás eredetét és a szerzői jogokat jelzi, nem szolgál a cikkben szereplő információk forrásmegjelöléseként.